# امتیاز علی
امتیاز علی (انگلیسی: Imtiaz Ali؛ زادهٔ ۱۶ ژوئن ۱۹۷۱) کارگردان فیلم، نویسنده، و فیلم‌نامه‌نویس اهل هند است. او در جمشیدپور متولد شد  و بخشی از سال‌های اولیه زندگی خود را در پتنه گذراند.
از فیلم‌ها یا مجموعه‌های تلویزیونی که وی در آن‌ها نقش داشته‌است، می‌توان به عشق امروزی، کوکتل، بزرگراه، وقتی همدیگر را دیدیم، راک استار، تماشا، عشق امروزی و وقتی هری سجال رو پیدا کرد اشاره نمود.

## جایزه
وی همچنین برندهٔ جوایزی همچون جایزه فیلم‌فیر شده‌است.